# Skärmtid

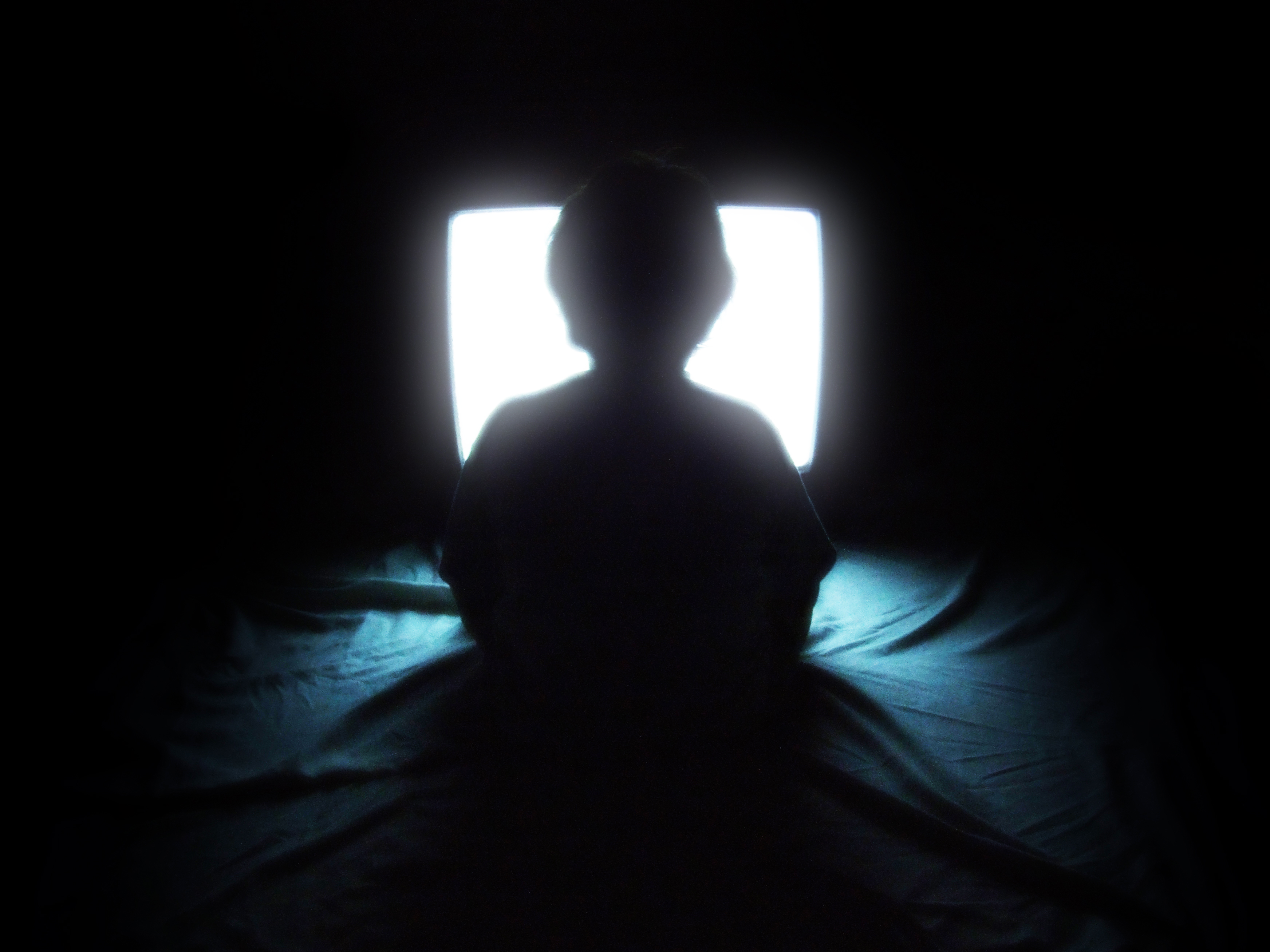
Ett barn med skärmtid framför tv:n.

Skärmtid är den tid som tillbringas framför olika typer av skärmar, till exempel framför TV, dator, surfplattor och mobiltelefoner. Begreppet har ofta använts i en negativ kontext.

## Bakgrund

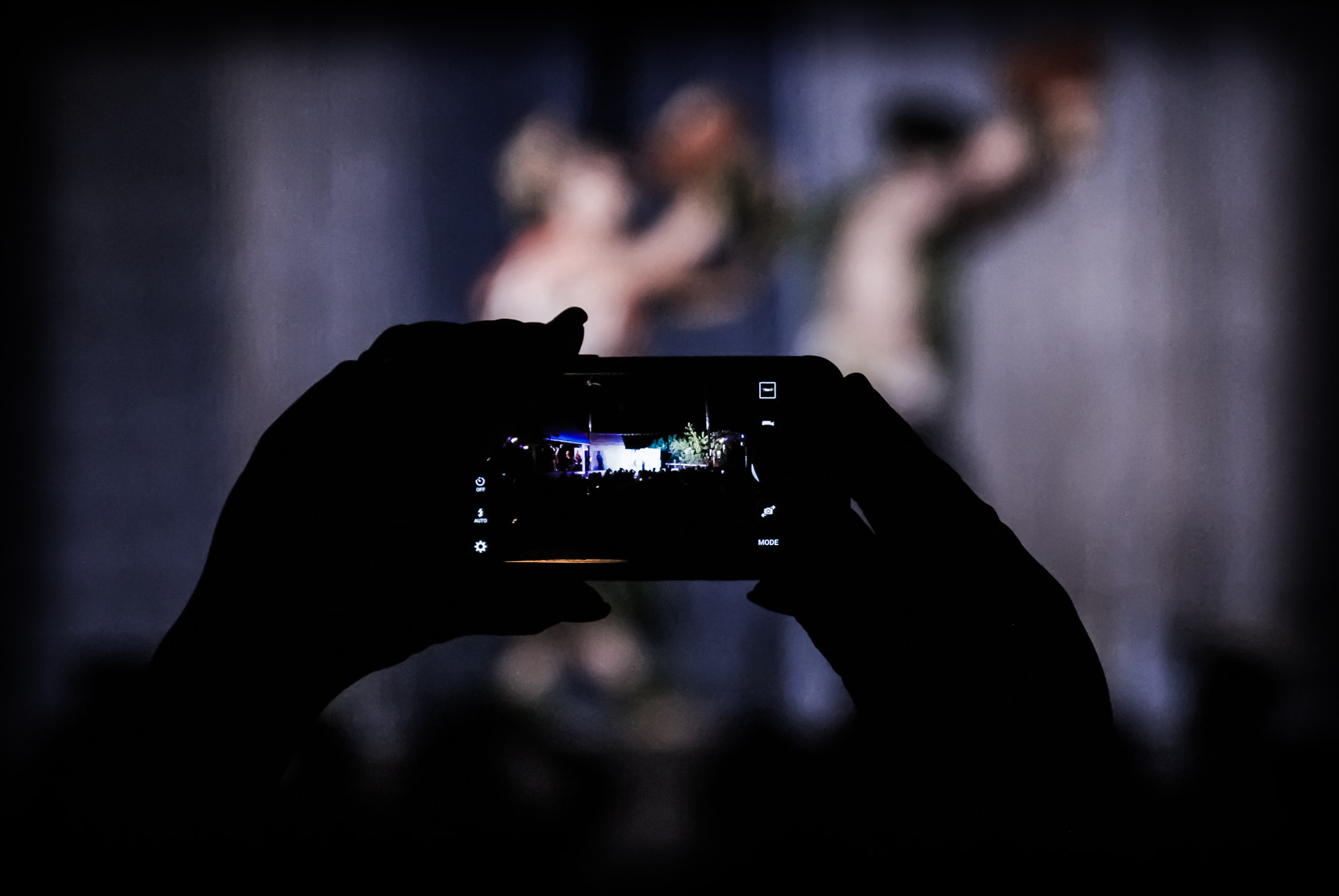
Skärmtid med en mobiltelefon.

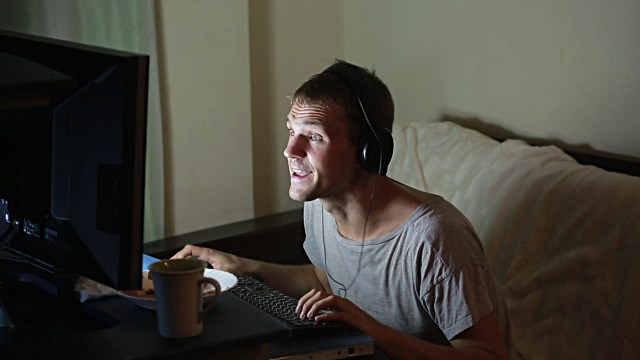
En man med skärmtid vid bildskärm.

Ordet skärmtid användes ursprungligen när skärmen var ett slags möbel som användaren satt framför, som exempelvis TV-apparat och stationär dator. Tiden människor satt framför skärmen blev därmed mer mätbar. Under 2000-talet omfattar tekniken alltifrån stationära enheter till mobila som exempelvis en laptop, en smarttelefon, surfplatta och liknande. Bruket är mer oregelbundet och kan uppta delar av användarens uppmärksamhet, och därmed blir skärmtiden svårare att fastställa. Debatten om skärmtid, särskilt för barn, har pågått i många år och var en anledning till att mobillådan utsågs till årets julklapp i Sverige 2019.

## Skärmtidens effekt
Det finns ingen forskning eller några studier som generellt menar att skärmtiden har enbart positiv eller negativ effekt på människan. I Sverige har frågan mycket belysts av Elza Dunkels och Hugo Lagercrantz. Världshälsoorganisationen (WHO) har riktlinjer till följd av en oro för stillasittande, då barn som rör sig för lite kan drabbas av barnfetma. Vissa forskare menar att barn upp till två år helt ska undvika skärmanvändande då hjärnan är som mest formbar i småbarnsåldern och att digitala verktyg kan ta fokus från sådant som är viktigt för utvecklingen som motorik, syn och hörsel. För barn 2–5 år är WHO:s rekommendation (2024) mindre än en timme framför telefonen, surfplattan eller tv:n per dag.
Andra menar att den forskning som finns präglas av alarmism och överdriven oro för nya fenomen.
I USA har det gjorts en del undersökningar på skolbarn angående skärmtid. Resultaten visade att barnen tillbringade i genomsnitt sex timmar per dag framför en skärm, fyra av dessa timmar var framför TV och resterande två timmar var framför en dator eller en surfplatta. Det finns bara begränsad forskning på vad dessa siffror innebär, om det har en positiv effekt eller en negativ effekt på människan. Barn blir mer stillasittande men kan bli intelligentare med hjälp av digital teknik. De barn som har spelat mycket datorspel under sin barndom blev skickliga på användningsområden av robotar i yrket, ofta kunde de även ha lättare för det engelska språket då många appar och spel är på engelska.
Vissa anser att diskussionerna kring skärmtid bygger på känslomässig och ogrundad information. Flera forskare understryker att skärmtid är ett oprecist begrepp och huruvida tiden framför skärm leder till något bra eller inte beror på vad vederbörande ägnar tiden åt.

## Skärmtid för barn och unga i Sverige

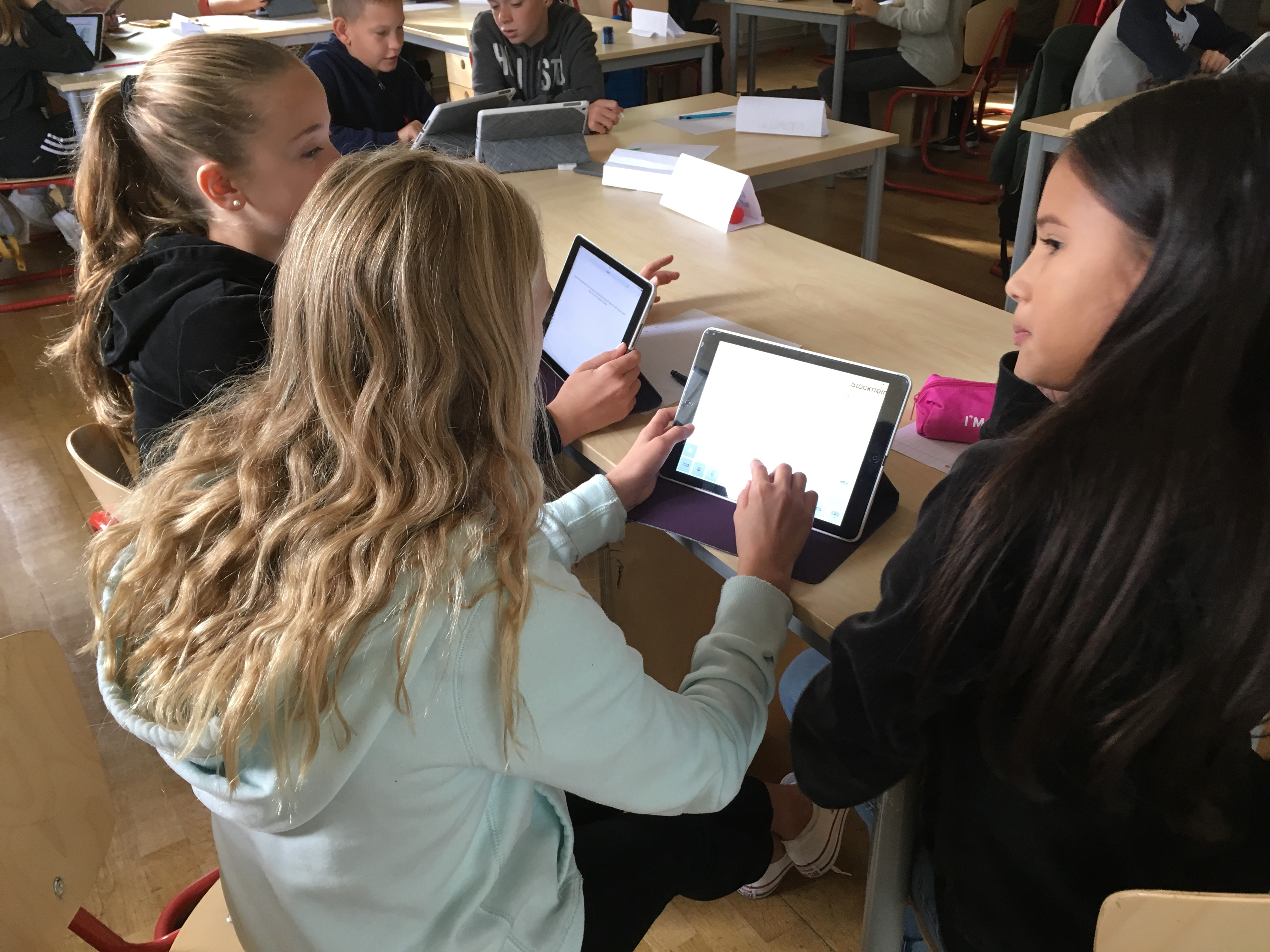
Grupparbete i grundskolan med skärmtid.

Vissa barn och unga i Sverige har 35–40 timmar skärmtid i veckan (2024), inte minst på grund av sociala medier. Något som kan påverka sömn, fysisk aktivitet och relationer.
I svenska förskolan används pedagogiska appar för att lägga pussel, lära sig läsa och skriva samt träna matematik. Surfplattan används även för att utveckla samspel med andra barn. Förskolläraren ansvarar för att välja ut vilka appar som ska finnas tillgängliga för barnen.
Kritiker menar att skärmtiden kan leda till hämmande av språkutvecklingen, att känslan för empati till andra människor försämras och leda till för mycket stillasittande. Förespråkare menar istället att det är vad pedagogen gör av skärmtiden som avgör om surfplattan kan användas som verktyg. I den svenska förskolan används inte de digitala verktygen som muta för att lugna ner stökiga barn utan målsättningen är att använda digitala verktyg när de tillför något.
Svenska barnläkarföreningen ansåg 2023 att barn upp till 2 år praktiskt taget helt bör undvika skärmtid, med undantag för enstaka korta videosamtal. Samt att barn 2–5 år rekommenderas högst en timme om dagen och att undvika snabba eller animerade klipp.
I Sverige arbetade Folkhälsomyndigheten tillsammans med regeringen för att ta fram generella riktlinjer om skärmanvändning. Det började planeras 2023 och tanken var att det skulle presenteras till 2025, men senare meddelades att arbetet skulle påskyndas och vara klart den 1 september 2024. I dessa riktlinjer framgår det att barn under två år inte bör använda digitala medier överhuvudtaget. Vidare att en tumregel är att barn från två till fem år bör använda skärm maximalt en timme per dygn, barn sex till tolv år i maximalt en till två timmar, samt 13–18-åringar i maximalt två till tre timmar. Folkhälsomyndigheten nämner även att föräldrar bör tänka på sina egna skärmvanor då vanorna påverkar barnens och även samspelet.

## Statistik
En undersökning genomförd 2020 visade att 7 av 10 svenska internetanvändare ansåg att både de själva och andra tillbringade för mycket tid framför en digital skärm på fritiden. Under covid-19-pandemin som tog sin början samma år ökade användningen av skärmar i många delar av samhället vilket ledde till att siffran ökade till 8 av 10 som var missnöjda. Undersökningen visade också att 46 procent av de tillfrågade vaknade på natten och tittade på sin mobil. Under covid-19-pandemin ändrade många svenskar uppfattning om skärmtid och siffror visade att 14 procent av de svarande i undersökningen blev mer positiva medan 8 procent blev mer negativa. Mest negativa var de studerande medan pensionärer var de som uppgav att de var mest positiva till skärmtid.
År 2021 visade en undersökning att bland de svenska internetanvändarna var det 43 procent som fått höra av närstående att de tillbringar för mycket tid framför mobil, dator eller surfplatta. Bland de yngsta personerna som deltog i undersökningen, åldersgruppen 8–11 år, hade 85 procent fått höra av sina föräldrar att de tittar för mycket på skärm.
Ungefär 40 procent av alla svenska barn och ungdomar i åldern 8–19 år har regler om hur mycket skärmtid de får lov att ha i familjen.